# Peter Holmberg
Peter William Holmberg (Saint Thomas, 4 de octubre de 1960) es un deportista de las Islas Vírgenes Estadounidenses que compitió en vela en la clase Finn. Participó en dos Juegos Olímpicos de Verano, en los años 1984 y 1988, obteniendo una medalla de plata en Seúl 1988, en la clase Finn.

## Palmarés internacional
| \| Juegos Olímpicos \| Juegos Olímpicos \| Juegos Olímpicos \| Juegos Olímpicos \| \| Año \| Lugar \| Medalla \| Clase \| \| ---------------- \| -------------------- \| ---------------- \| ---------------- \| \| 1988 \| Seúl (Corea del Sur) \| Medalla de plata \| Finn \| |                      |                  |       |
| Juegos Olímpicos |                      |                  |       |
| Año | Lugar                | Medalla          | Clase |
| 1988 | Seúl (Corea del Sur) | Medalla de plata | Finn  |